# 250년대
250년대는 250년부터 259년까지를 가리킨다.